# Amphiden
Als Amphiden oder Seitenorgane bezeichnet man am Kopf seitlich der Mundöffnung gelegene Sinnesorgane bei Fadenwürmern, die in Einstülpungen der äußeren Körperdeckschicht (Kutikula) liegen. Im Bereich der Amphiden weist die Kutikula eine Pore auf. Es sind primär Chemorezeptoren zur Erkennung von Geruchsstoffen. Die Neurone tragen mehrere Rezeptoren und sind multifunktional, können also unterschiedliche Geruchsstoffe wahrnehmen. Darüber hinaus gibt es Hinweise auf eine chemosekretorische Funktion.
Amphiden können sehr unterschiedlich gestaltet sein: rund, oval, spiralig, schlitz- oder hufeisenförmig. Die Versuche, die Amphidenform zur Systematik der Fadenwürmer heranzuziehen, erwies sich jedoch als nicht sinnvoll.